# 75-й меридіан східної довготи
75-й меридіан східної довготи — лінія довготи, що лежить на 75 градуси східніше Гринвіцького меридіана. Вона проходить від Північного полюса через Північний Льодовитий океан, Азію, Індійський океан, Південний океан та Антарктиду до Південного полюса.
75-й меридіан східної довготи формує велике коло разом із 105-тим меридіаном західної довготи.
Це центральний меридіан часового поясу UTC+5.

## Список географічних об'єктів, що перетинає 75° сх. д.
Починаючи на Північному полюсі та рухаючись до Південного полюса, 75-й меридіан східної довготи проходить через:
| Координати                                                 | Країна, територія або море | Примітки                                                                              |
| ---------------------------------------------------------- | -------------------------- | ------------------------------------------------------------------------------------- |
| 90°0′ пн. ш. 75°0′ сх. д. / 90.000° пн. ш. 75.000° сх. д.  | Північний Льодовитий океан |                                                                                       |
| 81°6′ пн. ш. 75°0′ сх. д. / 81.100° пн. ш. 75.000° сх. д.  | Карське море               | Проходить східніше острова Шокальського[en], Росія                                    |
| 72°52′ пн. ш. 75°0′ сх. д. / 72.867° пн. ш. 75.000° сх. д. | Росія                      | Проходить через Гиданський півострів                                                  |
| 72°33′ пн. ш. 75°0′ сх. д. / 72.550° пн. ш. 75.000° сх. д. | Обська губа                |                                                                                       |
| 72°10′ пн. ш. 75°0′ сх. д. / 72.167° пн. ш. 75.000° сх. д. | Росія                      | Проходить через Гиданський півострів                                                  |
| 69°7′ пн. ш. 75°0′ сх. д. / 69.117° пн. ш. 75.000° сх. д.  | Тазівська губа             |                                                                                       |
| 68°50′ пн. ш. 75°0′ сх. д. / 68.833° пн. ш. 75.000° сх. д. | Росія                      |                                                                                       |
| 53°48′ пн. ш. 75°0′ сх. д. / 53.800° пн. ш. 75.000° сх. д. | Казахстан                  | Проходить через озеро Балхаш                                                          |
| 42°56′ пн. ш. 75°0′ сх. д. / 42.933° пн. ш. 75.000° сх. д. | Киргизстан                 | Проходить східніше Бішкека                                                            |
| 40°27′ пн. ш. 75°0′ сх. д. / 40.450° пн. ш. 75.000° сх. д. | КНР                        | Сіньцзян                                                                              |
| 37°31′ пн. ш. 75°0′ сх. д. / 37.517° пн. ш. 75.000° сх. д. | Таджикистан                |                                                                                       |
| 37°17′ пн. ш. 75°0′ сх. д. / 37.283° пн. ш. 75.000° сх. д. | КНР                        | Сіньцзян                                                                              |
| 37°0′ пн. ш. 75°0′ сх. д. / 37.000° пн. ш. 75.000° сх. д.  | Пакистан                   | Гілгіт-Балтистан — претендує Індія Азад Кашмір — претендує Індія                      |
| 34°39′ пн. ш. 75°0′ сх. д. / 34.650° пн. ш. 75.000° сх. д. | Індія                      | Джамму та Кашмір — претендує Пакистан                                                 |
| 32°28′ пн. ш. 75°0′ сх. д. / 32.467° пн. ш. 75.000° сх. д. | Пакистан                   | Пенджаб                                                                               |
| 32°2′ пн. ш. 75°0′ сх. д. / 32.033° пн. ш. 75.000° сх. д.  | Індія                      | Пенджаб Хар'яна Раджастхан Мадг'я-Прадеш Махараштра Карнатака Керала Карнатака Керала |
| 12°27′ пн. ш. 75°0′ сх. д. / 12.450° пн. ш. 75.000° сх. д. | Індійський океан           |                                                                                       |
| 60°0′ пд. ш. 75°0′ сх. д. / 60.000° пд. ш. 75.000° сх. д.  | Південний океан            |                                                                                       |
| 69°3′ пд. ш. 75°0′ сх. д. / 69.050° пд. ш. 75.000° сх. д.  | Антарктида                 | Проходить через Австралійську антарктичну територію (претендує Австралія)             |